# Nina (film, 1987)
Pour les articles homonymes, voir Nina.
 (juillet 2025).
Pour plus de détails, voir Fiche technique et Distribution.
Nina est un court métrage français réalisé par Bianca Florelli en 1987 avec Maria de Medeiros, Lou Castel et Clémence Gégauff.

## Fiche technique
- Titre : Nina
- Réalisation : Bianca Florelli
- Scénario : Bianca Florelli
- Musique : Ramon de Herrera
- Photographie : Michel Mandero
- Pays de production :  France
- Genre :
- Durée : 14 minutes
- Date de sortie : 
  - France : 1987

## Distribution
- Lou Castel
- Maria de Medeiros
- Clémence Gégauff